# Вудкрест (Калифорнија)
Вудкрест (енгл. Woodcrest) насељено је место без административног статуса у америчкој савезној држави Калифорнија.

## Демографија
По попису из 2010. године број становника је 14.347, што је 6.005 (72,0%) становника више него 2000. године.
| Група             | 2000.         | 2010.         |
| Белци             | 5.999 (71,9%) | 8.380 (58,4%) |
| Афроамериканци    | 380 (4,6%)    | 716 (5,0%)    |
| Азијати           | 292 (3,5%)    | 715 (5,0%)    |
| Хиспаноамериканци | 1.390 (16,7%) | 4.113 (28,7%) |
| Укупно            | 8.342         | 14.347        |